# Sheila Walsh (Sängerin)
Sheila Walsh (* 5. Juli 1956 in Ayr, Schottland) ist eine Sängerin, Songschreiberin, Autorin und Talkshow-Moderatorin.
Ihre Musik ist Teil der Christlichen Popmusik.

## Leben
Sheila Walsh wuchs in einem streng baptistischen Elternhaus auf. Als sie vier Jahre alt war, erlitt ihr Vater eine Hirnthrombose und starb einige Monate später.
Sie studierte 1979 Theologie am London Bible College und Musik an der London Academy of Operatic Art.

### Karriere
Sie arbeitete bei dem britischen Ableger von Youth for Christ als Predigerin und war Sängerin der Band The Oasis, bevor sie 1981 ihre Solo-Karriere begann.
Sie ging damals zusammen mit dem britischen Sänger Cliff Richard auf Tour. Im selben Jahr erschien ihr erstes, New Wave geprägtes Album Future Eyes.
1983 ging sie mit Phil Keaggy auf ihre erste USA-Tour. Da es dort im Unterschied zur Christlichen Popmusik im Vereinigten Königreich unüblich war, Shows mit Feuerwerk, Nebel und Lichtshow zu inszenieren, sorgte dies für Irritationen. Im selben Jahr veröffentlichte sie ein Duett mit Cliff Richard, die Single Drifting, welche auf Platz 64 der UK-Charts landete. Richard war Co-Produzent und Background-Sänger ihres Albums War of Love (1983) und Background-Sänger auf den Alben Drifting, Triumph In The Air und Don't Hide Your Heart.
Walsh moderierte von 1984 bis 1987 die BBC-Show The Gospel Rock Show.
1988 wurde sie Co-Moderatorin von Pat Robertson in dessen Talkshow The 700 Club und hatte auch eine eigene Talkshow Heart to Heart with Sheila Walsh.
Zwischen den Jahren 1981 und 1991 veröffentlichte Walsh fast jährlich ein neues Album.
Im Verlauf der späten 1990er schrieb sie über siebzehn Bücher, darunter auch Kinderbücher.
Mit Hope veröffentlichte Walsh 1998 ein neues Album nach 7 Jahren Pause. Dieses und alle nachfolgenden Alben unterscheiden sich deutlich von vorigen Stil der Sängerin und sind Praise and Worship sowie Traditional zuzuordnen.

### Privates
Sie war mit Norman Miller, dem damaligen Vorstand des Plattenlabels Chapel Lane Records verheiratet. Miller war auch Co-Produzent ihres zweiten Albums Future Eyes.
1986 zog Walsh mit ihrem Ehemann nach Los Angeles. 1992 wurde die Ehe geschieden und sie zog sich zurück, da sie an einer Depression erkrankte. Im Jahr 1995 heiratete sie Barry Walsh, mit dem sie ein Kind hat.

## Trivia
Sheila Walsh gehörte zu den Unterstützern der 1985 gegründeten Gremiums Parents Music Resource Center, auf dessen Initiative das Parental Advisory Label entstand.

## Diskographie

### Albums
- Future Eyes (1981)
- No One Loves Me Like You (1982)
- War of Love (1983) in UK als Drifting mit anderem Tracklisting
- Triumph in the Air (1984)
- Don't Hide Your Heart (1985)
- Portrait (Compilation Album, 1986)
- Shadowlands (1986)
- Say So (1988)
- Simple Truth (1989)
- Hymns and Voices (1990)
- For a Time Like This (1991)
- Hope (1998)
- Blue Waters (2000)
- Peace: A Celtic Christmas (2000)
- Love Falls Down (2001)
- All That Really Matters (2003)
- Celtic Lullabies and Gentle Worship (2003)
- The Best of Sheila Walsh (Compilation Album, 2004)
- You Raise Me Up (2005)
- Celtic Worship (2006)
- Find Your Wings (2007)
- Heart Wide Open (2008)
- Let Go (2009)
- God's Little Princess Lullabies (2009)
- I Hear Angels (2010)
- Beauty From Ashes (2012)

## Bibliographie
- Leben live: davon kann ich ein Lied singen (Autobiografie; aus dem Amerikanischen von Eva-Maria Büscher: God put a fighter in me), Brunnen Verlag, Gießen 1987, ISBN 978-3-7655-3319-8.
- Als Star zwischen Licht und Schatten (Autobiografie; aus dem Amerikanischen von Wolfgang Steinseifer: Honestly), Brunnen Verlag, Gießen 1998, ISBN 978-3-7655-1138-7.
- Umarme die Freude. So bringen sie neue Lebensfreude in Ihren Alltag (aus dem Amerikanischen von Marianne Magnus), Schulte und Gerth, Asslar 2000, ISBN 978-3-89437-615-4.
- Jetzt bist du meine Tochter: die späte Freundschaft zu meiner Schwiegermutter; eine wahre Geschichte (aus dem Amerikanischen von Markus Baum: Unexpected grace), Brunnen Verlag, Gießen 2004, ISBN 978-3-7655-1865-2.
- Hinter dem Lächeln die Tränen. Eine wahre Geschichte; für Frauen, die wissen, was ein verletztes Herz ist (aus dem Amerikanischen von Markus Baum: The heartache no one sees), Brunnen Verlag, Gießen 2005, ISBN 978-3-7655-3852-0.
- Lass los – sei, wer du bist: meine Reise in ein freieres Leben (aus dem Amerikanischen von Martina Merckel-Braun: Let go), Brunnen Verlag, Gießen 2011, ISBN 978-3-7655-4113-1.
- mit Kathryn Cushman: Sarahs Lied (Roman; aus dem Amerikanischen von Martina Merckel-Braun: Angel song), Brunnen Verlag, Gießen 2012, ISBN 978-3-7655-1238-4.
- mit Cindy Martinusen Coloma: Sommer der Erinnerung (Roman; aus dem Amerikanischen von Martina Merckel-Braun: Sweet sanctuary), Brunnen Verlag, Gießen 2014, ISBN 978-3-7655-1780-8.
- Deine Liebe hält mein Herz ... wenn es zu zerbrechen droht (aus dem Amerikanischen von Markus Baum: In the midle of the mess ), Brunnen Verlag, Gießen 2019, ISBN 978-3-7655-0608-6.
- Bei dir komme ich zur Ruhe: kostbare Momente für Königstöchter (aus dem Amerikanischen von Markus Baum: 5 minutes with Jesus), Brunnen Verlag, Gießen 2019, ISBN 978-3-7655-0707-6.